# Mézières-sur-Seine
Mézières-sur-Seine is een plaats in Frankrijk, 45 km ten westen van het centrum van Parijs. Het ligt tegen Épône aan, Mézières-sur-Seine meer naar het westen. Beide plaatsen liggen aan de Seine.
Er werd in de prehistorie op de plaats waar nu Mézières-sur-Seine ligt al gewoond. Mézieres komt van het Latijnse maceria, dat muren betekent. Het werd op 22 september 1870, tijdens de Frans-Duitse Oorlog, door een Pruisisch leger vernietigd.
Mézières-sur-Seine en Épône delen het station Épône - Mézières. De A13 van Parijs naar Caen komt door Mézières-sur-Seine.

## Kaart
De onderstaande kaart toont de ligging van Mézières-sur-Seine met de belangrijkste infrastructuur en aangrenzende gemeenten.

## Demografie
Onderstaande figuur toont het verloop van het inwonertal, bron: INSEE-tellingen. 